# Francesco Guidobono Cavalchini
Francesco Guidobono Cavalchini (Tortona, 4 dicembre 1755 – Roma, 5 dicembre 1828) è stato un cardinale italiano.

## Biografia
Nacque a Tortona il 4 dicembre 1755.
Papa Pio VII lo elevò al rango di cardinale nel concistoro del 6 aprile 1818.
Morì il 5 dicembre 1828, giorno successivo al suo 73º genetliaco.